# Ssa-uja gwisin-a
Ssa-uja gwisin-a (싸우자 귀신아?, lett. "Fatti sotto, fantasma"; titolo internazionale Hey Ghost, Let's Fight, conosciuta anche come Bring It On, Ghost) è una serie televisiva sudcoreana trasmessa su tvN dall'11 luglio al 30 agosto 2016. È liberamente ispirata al webtoon omonimo serializzato su Naver dal 2007 al 2010 da Im Man-sup.

## Trama
Park Bong-pal è cresciuto con la capacità di vedere i fantasmi e la usa per lavorare come esorcista e guadagnare il denaro necessario a sbarazzarsi della sua abilità. Convocato in una scuola infestata, incontra Kim Hyun-ji, una grintosa liceale diventata uno spettro a causa di un incidente stradale. I due si baciano accidentalmente e Hyun-ji scopre che Bong-pal detiene il segreto del motivo per il quale lei è uno spirito. Per riuscire finalmente a trapassare, Hyun-ji lo convince ad ospitarla e si unisce a lui nell'esorcizzazione dei fantasmi.

## Personaggi
- Park Bong-pal, interpretato da Ok Taec-yeon e Lee Seung-woo (da giovane)
- Kim Hyun-ji, interpretata da Kim So-hyun
- Joo Hye-sung, interpretato da Kwon Yul
- Monaco Myung-cheol, interpretato da Kim Sang-ho
- Park Ji-hoon, interpretato da Kim Min-sang
Padre di Bong-pal.
- Hong Myung-hee, interpretata da Son Eun-seo
Madre di Bong-pal.
- Oh Kyung-ja, interpretata da Lee Do-yeon
- Choi Cheon-sang, interpretato da Kang Ki-young
- Kim In-rang, interpretato da Lee David
- Im Seo-yeon, interpretata da Baek Seo-yi

## Ascolti
| Episodio | Data di trasmissione | Dati AGB            | Dati AGB                   | Dati TNmS |
| Episodio | Data di trasmissione | A livello nazionale | Area metropolitana di Seul | Dati TNmS |
| -------- | -------------------- | ------------------- | -------------------------- | --------- |
| 1        | 11 luglio 2016       | 4,055%              | 5,228%                     | 3,6%      |
| 2        | 12 luglio 2016       | 4,063%              | 4,473%                     | 4,2%      |
| 3        | 18 luglio 2016       | 3,515%              | 4,237%                     | 3,4%      |
| 4        | 19 luglio 2016       | 3,866%              | 3,937%                     | 3,7%      |
| 5        | 25 luglio 2016       | 3,493%              | 3,559%                     | 3,0%      |
| 6        | 26 luglio 2016       | 3,379%              | 4,143%                     | 4,2%      |
| 7        | 1 agosto 2016        | 2,393%              | 2,122%                     | 3,6%      |
| 8        | 2 agosto 2016        | 3,668%              | 3,555%                     | 5,1%      |
| 9        | 8 agosto 2016        | 2,848%              | 3,100%                     | 3,4%      |
| 10       | 9 agosto 2016        | 3,630%              | 4,202%                     | 4,3%      |
| 11       | 15 agosto 2016       | 3,029%              | 3,883%                     | 3,6%      |
| 12       | 16 agosto 2016       | 3,178%              | 3,800%                     | 3,7%      |
| 13       | 22 agosto 2016       | 2,135%              | 1,824%                     | 2,3%      |
| 14       | 23 agosto 2016       | 3,492%              | 3,893%                     | 4,1%      |
| 15       | 29 agosto 2016       | 3,247%              | 4,092%                     | 3,3%      |
| 16       | 30 agosto 2016       | 4,311%              | 4,755%                     | 5,3%      |
| Media    | Media                | 3,394%              | 3,800%                     | 3,8%      |

## Colonna sonora
1. I Can Only See You (너만 보여) – Ryu Ji-hyun & Kim Min-ji
2. Midnight Run – Pia
3. Coincidence (우연한 일들) – Kim So-hui (C.I.V.A) & Song Yoo-bin
4. Console Myself (나를 위로해) – Rocoberry
5. Dream (꿈) – Kim So-hyun
6. U & I – Sumin

## Distribuzioni internazionali
| Paese            | Canale/i                   | Prima TV                       | Titolo adottato    |
| ---------------- | -------------------------- | ------------------------------ | ------------------ |
| Malaysia         | 8TV                        | 25 agosto-14 novembre 2016     | 打架吧鬼神         |
| Hong Kong        | Now Entertainment          | 26 settembre-17 ottobre 2016   | 打架吧鬼神         |
| Hong Kong        | ViuTV                      | 24 novembre-13 dicembre 2017   | 打架吧鬼神         |
| Taiwan           | Star Chinese Channel       | 21 novembre-6 dicembre 2016    | 打架吧鬼神         |
| Taiwan           | Fox Taiwan                 | 6 dicembre 2016-5 gennaio 2017 | 打架吧鬼神         |
| Taiwan           | Star Entertainment Channel | 28 marzo-27 aprile 2017        | 打架吧鬼神         |
| Sud-est asiatico | tvN Southeast Asia         | 26 ottobre 2017-?              | 打架吧鬼神         |
| Algeria          | DTV                        | 13 agosto 2016-?               | لنقاتل أيتها الشبح |
| Thailandia       | Channel 8                  | 25 agosto 2016-?               |                    |
| Vietnam          | K+                         | 23 gennaio 2017-?              | Chiến nào, ma kia! |
| Filippine        | GMA Network                | 18 settembre-17 novembre 2017  | Let's Fight Ghost  |